# Groucho e io
Groucho e io (Groucho and me) è un'autobiografia, scritta nel 1959 del comico statunitense Groucho Marx.
(Groucho Marx)

## L'opera
Dopo una travolgente carriera cinematografica durante gli anni trenta, e un periodo di pausa professionale nella prima metà degli anni quaranta, Groucho Marx riconquistò un grande successo di pubblico a partire dal 1947, anno del debutto dello show radiofonico a quiz You Bet Your Life, in seguito trasposto per la televisione. Da sempre appassionato di letteratura, e autore egli stesso di articoli umoristici pubblicati sulle maggiori riviste statunitensi, nella primavera del 1957 Groucho intraprese il suo progetto letterario più ambizioso, la stesura della propria autobiografia. Memore dei precedenti insuccessi con Letti e Many Happy Returns, Groucho fu inizialmente restio a intraprendere una nuova fatica letteraria, e diede finalmente alle stampe Groucho e io (Groucho and me) nell'autunno del 1959.
Pubblicato dalla casa editrice Random House nell'autunno del 1959, l'autobiografia ottenne ottime recensioni e un buon successo di vendita. Con stile narrativo brillante e con profonda autoironia, Groucho rievocò la propria infanzia tra povertà e spensieratezza, gli anni giovanili trascorsi con i fratelli nei teatri di vaudeville degli Stati Uniti, la lunga gavetta alla ricerca del successo, il periodo dei trionfi cinematografici e altri divertenti episodi autobiografici, narrati attraverso gustosi aneddoti e nostalgici ricordi.